# Bianca Gisler
Bianca Gisler (* 15. Februar 2003 in Samedan) ist eine Schweizer Snowboarderin. Sie startet in den Disziplinen Slopestyle und Big Air.

## Werdegang
Gisler startete im Januar 2018 in Crans-Montana erstmals im Europacup und errang dort den sechsten Platz in der Halfpipe sowie den vierten Platz im Big Air. In der Saison 2018/19 belegte sie bei den Juniorenweltmeisterschaften 2019 im Kläppen den 22. Platz im Slopestyle sowie den sechsten Rang im Big Air und holte beim Europäischen Olympischen Winter-Jugendfestival 2019 am Bjelašnica die Goldmedaille im Big Air. Zudem wurde sie dort Vierte im Slopestyle. Im folgenden Jahr gewann sie bei den Olympischen Jugend-Winterspielen in Lausanne die Bronzemedaille im Slopestyle. Außerdem errang sie dort den vierten Platz im Big Air. In der Saison 2020/21 gab sie in Laax ihr Debüt im Snowboard-Weltcup, welches sie auf dem 17. Platz im Slopestyle beendete und wurde bei den Juniorenweltmeisterschaften 2021 in Krasnojarsk Fünfte im Big Air sowie Vierter im Big Air. In der folgenden Saison kam sie mit vier Top-Zehn-Platzierungen auf den neunten Platz im Park & Pipe-Weltcup sowie auf den siebten Rang im Slopestyle-Weltcup und errang in Bakuriani mit Platz drei im Slopestyle ihre erste Podestplatzierung im Weltcup. Beim Saisonhöhepunkt, den Olympischen Winterspielen im Februar 2022 in Peking, belegte sie den 20. Platz im Slopestyle und den 13. Rang im Big Air.